# Calvi–Sainte-Catherine repülőtér
A Calvi–Sainte-Catherine repülőtér (IATA: CLY, ICAO: LFKC) egy nemzetközi repülőtér Franciaországban, Calvi közelében. Éves utasforgalma 346 496 fő (2022).

## Kifutók
A repülőtér futópályái:
- 18/36

## Légitársaságok és úticélok
| Légitársaság                  | Célállomások                                                                                            |
| ----------------------------- | --- |
| Air Corsica                   | Nizza, Párizs–Orly Szezonális: Charleroi, Lyon, Marseille, Toulouse Szezonális charter: London–Stansted |
| Air France                    | Párizs–Orly Szezonális: Brest, Brüsszel, Lille, Metz/Nancy, Nantes, Rennes, Toulouse                    |
| Air France Hop                | Párizs-Charles de Gaulle repülőtér Szezonális: Caen                                                     |
| Air Mountain                  | Szezonális: Sion                                                                                        |
| Avanti Air                    | Szezonális charter: Graz, Innsbruck (2023 április 30-tól), Memmingen                                    |
| easyJet                       | Szezonális: Basel/Mulhouse, Genf, Párizs-Charles de Gaulle repülőtér                                    |
| Eurowings                     | Szezonális: Köln/Bonn                                                                                   |
| Luxair                        | Szezonális: Luxembourg                                                                                  |
| Swiss International Air Lines | Szezonális: Genf                                                                                        |
| Transavia                     | Szezonális: Brest, Montpellier, Nantes                                                                  |
| Volotea                       | Szezonális: Bordeaux (újrakezdődik 2023 május 6-tól), Lille, Nantes                                     |

## Forgalom
Az utasforgalom az elmúlt években az alábbi módon változott:
| Utasok száma | 205 869 | 256 251 | 228 101 | 246 687 | 275 859 | 294 451 | 326 490 | 321 509 | 336 514 | 346 496 |
|              | 1997    | 2000    | 2003    | 2005    | 2008    | 2011    | 2014    | 2016    | 2019    | 2022    |